# Rob Swire
Robert Swire-Thompson, mais conhecido como Rob Swire (nascido em 5 de novembro de 1982),  é um produtor australiano, cantor, compositor e tecladista. Swire é mais conhecido como vocalista e produtor da banda de rock eletrônico e drum and bass australiana Pendulum. Às vezes é referido pelo nome artístico de Anscenic. Natural de Perth, na Austrália Ocidental, ele mudou-se para o Reino Unido em 2003, com os colegas co-fundadores da banda, Gareth McGrillen e Paul "El Hornet" Harding. Swire, desde então, realizou um amplo espectro de funções como membro do Pendulum, que vão desde a música escrita para cantar durante a execução ao vivo, com uma invulgar controlador MIDI, como guitarra - Starr Labs Ztar Z6-SP. Swire também pode tocar guitarra, baixo, teclados e percussão.

## Biografia
Swire nasceu e cresceu em Perth, na Austrália Ocidental. Ele estudou na Scotch College, Swanbourne, graduando-se em 1999, onde conheceu seu colega Gareth McGrillen. Ao longo dos próximos três anos, ele trabalhou como produtor musical para diversas bandas locais de música de tambor, breakbeat, baixo e metais, durante o qual ele ocasionalmente usava o nome artístico "Anscenic". Ele também fez alguns lançamentos independentes com a gravadora ex-hardcore Hardline Rekordingz, incluindo uma colaboração com o fundador da gravadora, Animal Intelligence, que foi intitulado "Fat American Bitchcore". Apenas vinte cópias torno do corte do registro foram distribuídos, a ajudar a promover a turnê da gravadora 2001-2002 da Nova Zelândia. Swire também produziu uma faixa intitulada "Electrodes on the Skull", que foi lançado juntamente com três faixas de outros artistas assinou com a gravadora naquela época.

## Pendulum
Em 2002, Rob Swire formou a banda de drum and bass Pendulum juntamente com Xygen, McGrillen e um DJ local, Paul "El Hornet" Harding. Swire se mudou para o Reino Unido no ano seguinte junto com os outros membros da banda, e ela logo ganhou reconhecimento graças às músicas "Vault" e "Trail of Sevens". Ao longo dos próximos dois anos, Swire trabalhou no álbum de estréia da banda, Hold Your Colour, principalmente como compositor da banda e produtor ao lado de McGrillen. O álbum foi lançado em 2005, para o sucesso comercial considerável. Quando a banda começou a tocar ao vivo em outubro de 2006, Swire se tornou vocalista da banda, além de jogar uma Ztar - uma guitarra-como controlador MIDI - durante as performances ao vivo.
Após a primeira turnê da banda, eles começaram a trabalhar em um segundo álbum, "In Silico", para o qual, Swire foi principal vocalista, depois de já aparecerem em faixas como Spiral, Hold Your Colour e Streamline, a fim de manter um som consistente. Além disso, ele continuou seus papéis como ex-roteirista e produtor, embora tenha relegado a tarefa de misturar vocais para um engenheiro de mixagem. Swire também foi amplamente envolvido na criação de material publicitário para o novo álbum, como explicou durante uma entrevista com Lucy Chakaodza do The Independent.
Pendulum, desde então, fez um terceiro álbum, intitulado de Immersion, que foi lançado no Reino Unido em 24 de maio de 2010.
Em 22 de agosto de 2013, Rob revelou que um novo álbum do Pendulum provavelmente será lançado em 2014. Apesar disso, descartou a possibilidade do Pendulum se apresentar ao vivo novamente.
No entanto em 2016 foi anunciado o retorno oficial do Pendulum através da divulgação do line-up do Ultra Music Festival. A apresentação ao vivo da banda foi o encerramento da edição do festival
Em 9 de janeiro de 2017, Pendulum confirmou se reunir para uma turnê mundial e possivelmente lançar um novo álbum. Eles se apresentaram ao vivo em vários festivais de música internacionalmente ao longo de 2017.
Em 29 de junho de 2018, foi lançado o álbum de Pendulum, apropriadamente intitulado "The Reworks", composto exclusivamente por remixes de artistas como Skrillex, Moby, Pegboard Nerds, Noisia e Knife Party.

## Knife Party
Atualmente, Rob Swire mantém juntamente com Gareth McGrillen, um projeto paralelo ao Pendulum, chamado Knife Party. Sendo esse projeto caracterizado pela fuga do gênero tradicional que era mantido no Pendulum. O Knife Party lançou um EP gratuito no Facebook, chamado "100% No Modern Talk" que contém os primeiros trabalhos do projeto. Knife Party também fez um remix para a música "Save the World" do grupo Swedish House Mafia e outra em parceria com o trio sueco, chamada "Antidote". Eles também fizeram um remix da "Unison" para o produtor inglês Porter Robinson.
A dupla lançou seu EP de estréia, 100% No Modern Talking, em 12 de dezembro de 2011.
O segundo EP, Rage Valley, foi lançado em 27 de maio de 2012 e produziu quatro singles, "Rage Valley", "Bonfire", "Sleaze" e "Centipede" Todos os singles chegaram ao top 100 do Reino Unido. O terceiro EP, Haunted House, foi lançado em 6 de maio de 2013 e apresenta quatro faixas: "Power Glove", "LRAD", "EDM Death Machine" e seu próprio mix VIP de "Internet Friends". A dupla acumulou um grande número de seguidores devido a seu estilo distinto: com influências de electro house e dubstep, seu estilo cresceu para incluir influências de uma ampla gama de estilos, como o moombahton (uma combinação de house e reggaeton) ) e bateria. O remix do Knife Party de "Save the World", da Swedish House Mafia, foi o 'Registro Mais Quente do Mundo' de Zane Lowe em 31 de maio de 2011.
No final de 2014, o Knife Party lançou o álbum "Abandon Ship". Foi lançado acidentalmente pelo iTunes em outubro, embora oficialmente devesse ser adiado até novembro. O álbum apresenta diversas influências estilísticas, do dubstep, ao house e notavelmente apresenta alguns trabalhos de paródia, como "EDM Trend Machine", ridicularizando ostensivamente certos aspectos do EDM contemporâneo.
Em novembro de 2015, o Knife Party lançou um EP de 4 faixas, "Trigger Warning", com três faixas originais ("PLUR Police", "Kraken" com Tom Staar e "Parliament Funk"), juntamente com um remix de "PLUR Police" de Jauz. Os originais têm fortes influências de vários estilos de house, enquanto o remix de Jauz é mais influenciado pelo dubstep.
A colaboração de Tom Morello, do Knife Party, "Battle Sirens", foi lançada em setembro de 2016 e faz parte do próximo álbum de Morello, "The Atlas Underground". Como single, foi remixado por Brillz e Ephwurd.
O Knife Party lançou seu próprio remix do "Blood Sugar" original do Pendulum em 13 de abril de 2018.
Knife Party trabalhou na faixa Harpoon com Pegboard Nerds e foi lançada como single na gravadora Monstercat, como parte do EP "Full Hearts" do Pegboard Nerds em 26 de julho de 2018.
Em julho, Rob confirmou um novo EP do Knife Party em 2018 através de uma sessão de perguntas e respostas no Reddit.
Seu novo EP, "Lost Souls", foi lançado em julho de 2019 e contou com remixes de Muzzy e Annix

## Outros Trabalhos
Rob Swire gravou os vocais para a música de Deadmau5, Ghosts 'N' Stuff, que foi apresentada no programa de Pete Tong, em uma sexta-feira, na BBC Radio 1 show em 17 de julho de 2009. O vídeo da música também já foi liberado. Recentemente, Swire co-produziu e co-escreveu duas músicas de Rihanna, Rude Boy e Roc Me Out

## Música

### Produção
Swire trabalhou como produtor musical desde 1999, mais recentemente por Pendulum ao produzir o álbum In Silico, durante a qual foi necessário para criar demos, gravar as faixas e mixar o álbum. Ele é responsável por misturar a maioria do material da banda, embora mais recentemente, ele evitou misturar vocais, afirmando que, "Desde que eu estava fazendo os vocais, é um pouco mais difícil manter a objetividade ao lado do engenheiro". Para evitar passar muito tempo se preocupando com a qualidade do som, Swire elaborado as demonstrações de In Silico usando Commodore 64 e emuladores de Nintendo, e sintetizador de base. Para gravar o álbum, a banda viajou para vários estúdios onde os músicos ao vivo, incluindo Swire si mesmo, gravamos a bateria acústica, guitarra, baixo e vocais. Além de gravar várias pistas que compunham cada canção, gravada Swire amostras dos instrumentos utilizados para que, se ele não estava feliz com uma das faixas, ele poderia, então, o papel a si mesmo utilizando um teclado sampler. Swire tem usado o Pro Tools para gravação de áudio, e Cubase para a produção, mas agora usa principalmente Steinberg Nuendo para produção e edição pós-produção. Swire registra as faixas com sintetizadores e instrumentos virtuais. Ele transfere todos os sons em um sampler virtual, para usar com controladores midi ao vivo, para criar os mesmos sons que ele usou no álbum.

### Performance
Swire tem realizado uma ampla gama de instrumentos durante a gravação de material para Pendulum, incluindo guitarra e piano elétrico em Hold Your Colour, sintetizador, baixo e percussão em In Silico e sintetizadores e guitarra em Immersion. Ele também foi vocalista principal da banda desde o lançamento de In Silico, com o objetivo de criar um álbum consistente som. Ao vivo com a banda, Swire toca normalmente uma guitarra-como controlador MIDI, Starr Labs Ztar Z6 , além de vocais desempenho em pistas para a qual sua voz foi usada originalmente. favorecidas Swire de teclados MIDI controlador actuações ao vivo são a CME UF70 Master Teclado e Korg Kontrol 49 Teclado MIDI. Ele também usou um Korg padKONTROL além dos dois teclados para disparar samples, que foi substituído por um Launchpad Novation, que controla o Ableton Live. Um exemplo disto é ouvido em versões ao vivo de "Another Planet". Um Aviom A-16 mixer CS é usado por Swire para controlar os níveis de instrumento e microfone.
Pendulum estão ávidos usuários da Unidade de Investigação Muse Receptor, um computador projetado para executar e armazenar as definições do aparelho digital e virtual, tais como sintetizadores virtuais e amplificadores de guitarra. Várias dessas unidades podem ser vistos ocupando as prateleiras que servem também como uma docking station para portáteis da banda e hardware informático outros. Uma pequena tela de computador exibe a configuração de som para a música que está sendo tocado. Um vocoder também podem ser acionados por botões atribuído no corpo do Ztar. Ele também usa correção de afinação e um talk box Rocktron durante performances ao vivo dos The Other Side.

## Discografia
Discografia
Álbuns de estúdio
- 2005: Hold Your Colour
- 2008: In Silico
- 2009: Live at Brixton Academy
- 2010: Immersion
- 2011: 100% No Modern Talking
- 2012: Rage Valley
- 2013: Haunted House
- 2014: Abandon Ship
- 2015: Trigger Warning
- 2018: The Reworks
- 2019: Lost Souls